# Plattform der Liberalen Juden der Schweiz
Die Plattform der Liberalen Juden der Schweiz (französisch Plateforme des Juifs Libéraux de Suisse) ist eine im Jahr 2003 gegründete Dachorganisation der liberal-jüdischen Gemeinden der Schweiz.

## Geschichte
Nachdem im Jahr 2003 den liberal-jüdischen Gemeinden der Schweiz die Aufnahme in den Schweizerischen Israelitischen Gemeindebund (SIG) aufgrund der Ablehnung vonseiten konservativer respektive orthodoxer Seite verweigert wurde, gründeten diese noch im selben Jahr eine parallele Dachorganisation zur Bündelung der liberal-jüdischen Interessen in der Schweiz.
Ursprünglich setzte sich der Gemeindebund nur aus den liberalen Gemeinden in Genf und Zürich zusammen, im Jahr 2014 folgte die Aufnahme der Gemeinde aus Basel, wobei nunmehr alle grossen liberalen Gemeinden des Landes in der Dachorganisation vertreten sind.

## Mitgliedsgemeinden
Die Dachorganisation setzt sich aus den folgenden drei Gemeinden zusammen:
- Basel: Liberale Jüdische Gemeinde Migwan
- Genf: Communauté Israélite Libérale de Genève
- Zürich: Jüdische Liberale Gemeinde Or Chadasch